# Mixonychus nanchangensis
Mixonychus nanchangensis är en spindeldjursart som beskrevs av Ma och Yuan 1981. Mixonychus nanchangensis ingår i släktet Mixonychus och familjen Tetranychidae. Inga underarter finns listade i Catalogue of Life.